# Helionides
Helionides är ett släkte av insekter. Helionides ingår i familjen dvärgstritar.

## Dottertaxa tillHelionides, i alfabetisk ordning[1]
- Helionides alces
- Helionides angusta
- Helionides aspis
- Helionides assamensis
- Helionides bawangensis
- Helionides brevis
- Helionides brunnea
- Helionides defecta
- Helionides enta
- Helionides exsultans
- Helionides geka
- Helionides indica
- Helionides kanga
- Helionides lineatifrons
- Helionides lota
- Helionides lutea
- Helionides magna
- Helionides minuta
- Helionides oblonga
- Helionides olivacea
- Helionides omega
- Helionides oyaba
- Helionides pierquini
- Helionides pocsi
- Helionides raba
- Helionides rosea
- Helionides setosa
- Helionides similis
- Helionides singularis
- Helionides sinuata
- Helionides stilleri
- Helionides tina
- Helionides tra
- Helionides triangularis
- Helionides ugandana
- Helionides varaya
- Helionides viridis